# Klinikum Karlsburg
Das Klinikum Karlsburg ist ein Fachkrankenhaus für Herz- und Stoffwechselerkrankungen im Ort Karlsburg in der Nähe der Stadt Greifswald im Osten des Landes Mecklenburg-Vorpommern. Es entstand 1994 aus dem in Karlsburg ansässigen Fachkrankenhaus für Diabetes und Stoffwechselkrankheiten „Gerhardt Katsch“, einer übergangsweise vom Land Mecklenburg-Vorpommern getragenen Nachfolgeeinrichtung des von 1947 bis 1990 bestehenden Zentralinstituts für Diabetes. Das Klinikum befindet sich in privater Trägerschaft der in Hamburg ansässigen Klinikgruppe Dr. Guth und ist offizielles Herz- und Diabeteszentrum Mecklenburg-Vorpommern sowie akademisches Lehrkrankenhaus der Universität Greifswald.

## Struktur und Umfeld
Nach der Privatisierung der klinischen Einrichtungen des ehemaligen Zentralinstituts für Diabetes zum 1. Januar 1994 erfolgte bis 1997 eine Modernisierung und Erweiterung durch umfangreiche Um- und Neubauten. Am 27. August 1998 fand die erste Herztransplantation im Klinikum Karlsburg statt. Das Klinikum gliedert sich gegenwärtig in vier Kliniken für „Herz-, Thorax- und Gefäßchirurgie“, „Anästhesiologie und Intensivmedizin“, „Kardiologie“ sowie „Diabetes und Stoffwechselerkrankungen“. Darüber hinaus gehören eine Abteilung für interventionelle Radiologie, eine zahnmedizinische Abteilung, eine augenärztliche Abteilung, eine Dialyseabteilung, ein Labor sowie eine Apotheke zum medizinischen Bereich des Klinikums.
Laut Krankenhausbedarfsplan des Landes Mecklenburg-Vorpommern verfügt es über 216 Betten. Die Zahl der stationär aufgenommenen Patienten beträgt etwa 8.500 pro Jahr, zusätzlich werden jährlich rund 3.500 Patienten ambulant behandelt. Insbesondere im Bereich der Versorgung von Diabetikern hat es aufgrund der Rolle des vorherigen Zentralinstituts im Gesundheitswesen der Deutschen Demokratischen Republik (DDR) weiterhin eine überregionale Bedeutung insbesondere in den ostdeutschen Bundesländern. Das Archiv des Klinikums verwahrt die Akten des von 1960 bis 1989 am Zentralinstitut entstandenen Zentralen Diabetesregisters der DDR.
Zu den wissenschaftlichen Institutionen im unmittelbaren Umfeld des Klinikums Karlsburg zählen das Institut für Pathophysiologie der Universität Greifswald sowie als außeruniversitäre Forschungseinrichtung des Landes Mecklenburg-Vorpommern das Institut für Diabetes e.V., die beide ebenfalls aus dem Zentralinstitut für Diabetes hervorgegangen sind und dessen Aktivitäten im Bereich der Grundlagenforschung sowie der angewandten Forschung und Entwicklung zum Teil weiterführen. Beide Institute kooperieren im Bereich der Diabetesforschung mit dem Klinikum. Des Weiteren befindet sich in Karlsburg das Institut für Physiologie der Universität Greifswald.